# 林家しん平のアタックヤング
林家しん平のアタックヤング（はやしや しんぺい-）はかつてSTVラジオのラジオ番組アタックヤングの月曜日で、パーソナリティは林家しん平。1983年4月放送開始、1988年9月放送終了。

## 放送時間
- 毎週月曜日24:00～24:50（火曜日0:00～0:50）

## 備考
- 番組内で桂木文との結婚報告をした。